# Leptobrachella parva
Leptobrachella parva är en groddjursart som beskrevs av Dring 1984. Leptobrachella parva ingår i släktet Leptobrachella och familjen Megophryidae. IUCN kategoriserar arten globalt som sårbar. Inga underarter finns listade i Catalogue of Life.